# DJ Ötzi

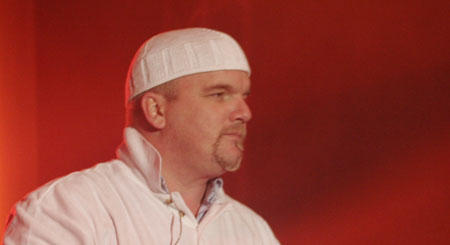
DJ Ötzi

DJ Ötzi (St. Johann in Tirol, 7 januari 1971) is een Oostenrijkse popartiest, wiens naam eigenlijk Gerhard Friedle luidt. In 1995 werd hij in een karaokebar ontdekt en begon hij een loopbaan als animator. Eerst in Oostenrijk, maar later ook op Mallorca in Spanje.
Zijn muzikale doorbraak haalde DJ Ötzi in 1999 met het après-ski-lied Anton aus Tirol. Dit werd niet alleen een hit in Oostenrijk, maar ook in Duitsland, Zwitserland, Liechtenstein, België, Luxemburg en Nederland. Het succes kwam zo plots dat men er in het begin ook geen clip bij had. In 2001 haalde DJ Ötzi een nummer één hit in Groot-Brittannië, Frankrijk en Australië met het lied Hey Baby. In 2001 heeft hij een nummer met de titel Live is life (Here we go) opgenomen met de Nederlandse Hermes House Band. Ook heeft hij twee keer een nummer één hit in Japan gehaald.
Met zijn hit Einen Stern heeft hij in Duitsland en Oostenrijk niet alleen een nummer één hit gescoord, maar had hij ook de meestverkochte single van 2007. In Zwitserland is het geen nummer één geworden maar stond het een lange tijd in de top 10.
DJ Ötzi treedt regelmatig op met André Rieu.

## Kleding
DJ Ötzi valt op, omdat hij steeds een soort wit gebreid mutsje op heeft. Verder gaat hij vrij modern gekleed behalve bij Tiroler volksliedjes zoals Anton aus Tirol en Gemma Bier Trinken. Dan heeft DJ Ötzi ook wel traditionele Oostenrijkse kleding aan zoals een lederhose.

## Singles
| Jaar | Naam                                                 | Positie hitparade | Positie hitparade | Positie hitparade | Positie hitparade | Positie hitparade | Positie hitparade | Positie hitparade | Positie hitparade | Positie hitparade | Positie hitparade | Positie hitparade |
| Jaar | Naam                                                 | AT                | DE                | CH                | UK                | FRA               | AUS               | BE                | NL                | EU                | JAP               | SLO               |
| ---- | ---------------------------------------------------- | ----------------- | ----------------- | ----------------- | ----------------- | ----------------- | ----------------- | ----------------- | ----------------- | ----------------- | ----------------- | ----------------- |
| 2000 | Anton aus Tirol                                      | 1                 | 1                 | 2                 | -                 | -                 | -                 | 2                 | 2                 | 5                 | -                 | -                 |
| 2000 | Gemma Bier trinken                                   | 12                | 15                | 37                | -                 | -                 | -                 | -                 | 55                | -                 | -                 | -                 |
| 2000 | Hey Baby                                             | 4                 | 11                | -                 | 1                 | 1                 | 1                 | -                 | 65                | 1                 | 1                 | -                 |
| 2001 | X-Mas Time                                           | 15                | 54                | -                 | 51                | -                 | -                 | -                 | -                 | -                 | -                 | -                 |
| 2001 | Ramalamadingdong                                     | 15                | -                 | -                 | -                 | -                 | -                 | -                 | -                 | -                 | -                 | -                 |
| 2001 | Do Wah Diddy                                         | 9                 | 29                | 75                | 9                 | -                 | -                 | -                 | -                 | -                 | -                 | -                 |
| 2002 | Hey Baby (WC-Remix)                                  | -                 | -                 | -                 | 9                 | -                 | -                 | -                 | -                 | -                 | -                 | -                 |
| 2001 | Live is Life (Here we go feat. Hermes House Band)    | 15                | 15                | 26                | 51                | 2                 | 28                | -                 | 61                | -                 | -                 | -                 |
| 2002 | Today is the day                                     | 15                | 39                | -                 | -                 | -                 | -                 | -                 | -                 | -                 | -                 | -                 |
| 2003 | Burger Dance                                         | 3                 | 1                 | 7                 | -                 | -                 | -                 | -                 | -                 | -                 | -                 | -                 |
| 2004 | Not without us                                       | 10                | 20                | -                 | -                 | -                 | -                 | -                 | -                 | -                 | -                 | -                 |
| 2004 | Tanz den Rehakles                                    | 43                |                   | -                 | -                 | -                 | -                 | -                 | -                 | -                 | -                 | -                 |
| 2004 | Kanguru Dance                                        | 15                | 19                | -                 | -                 | -                 | -                 | -                 | -                 | -                 | -                 | -                 |
| 2005 | Servus die Wadln                                     | 27                | 40                | -                 | -                 | -                 | -                 | -                 | -                 | -                 | -                 | -                 |
| 2006 | 7 Sünden (feat. Marc Pircher)                        | 2                 | 30                | 79                | -                 | -                 | -                 | -                 | -                 | -                 | -                 | -                 |
| 2006 | I am the musicman (onder: DJ Ötzi Junior)            | 12                | 24                | -                 | -                 | -                 | -                 | -                 | -                 | -                 | 1                 | -                 |
| 2007 | Ein Stern (...der deinen Namen trägt) (feat. Nik P.) | 1                 | 1                 | 2                 | -                 | -                 | -                 | -                 | -                 | 5                 | -                 | 1                 |
| 2007 | I will leb'n                                         | 6                 | 7                 | 44                | -                 | -                 | -                 | -                 | -                 | -                 | -                 | -                 |
| 2008 | Noch in 100.000 Jahren                               | 4                 | 10                | 49                | -                 | -                 | -                 | -                 | -                 | -                 | -                 | -                 |
| 2009 | Tränen (feat. Kate Hall)                             | 12                | 24                | -                 | -                 | -                 | -                 | -                 | -                 | -                 | -                 | -                 |
| 2009 | Sweet Caroline                                       | 18                | 19                | -                 | -                 | -                 | -                 | -                 | -                 | -                 | -                 | -                 |
| 2010 | Fang das Licht (feat. Karel Gott)                    | 31                | 57                | -                 | -                 | -                 | -                 | -                 | -                 | -                 | -                 | -                 |
| 2010 | Ich will mit dir Fliegen                             | 61*               | 43*               | -                 | -                 | -                 | -                 | -                 | -                 | -                 | -                 | -                 |

### Prijzen
Hij werd 32 keer genomineerd voor de Amadeus Austrian Music Award en heeft hem vier keer gewonnen:

#### 2000
- Single van het jaar
- Nieuwkomer van het jaar

#### 2001
- Succesvolste Oostenrijkse kunstenaar in het buitenland

#### 2002
- Succesvolste Oostenrijkse kunstenaar in het buitenland